# Ел Лисицки
Ел Лисицки (рус. Эль Лисицкий), рођен као Лазар Маркович Лисицки (рус. Лазарь Маркович Лисицкий; Починок, 23. новембар 1890 — Москва, 30. децембар 1941) је био руски и совјетски сликар, архитекта, графичар, типограф и фотограф. Спадао је у најважније личности руске авангарде са почетка 20. века и скупа са својим учитељем Казимиром Маљевичем основао је уметнички правац супрематизам како је сам Маљевич називао конструктивизам.

## Биографија
После детињства и младости у Смоенску хтео је да иде на академију у Петрограду али га ту нису примили и он одлази на студиј у техничку школу у Дармштату. Ту је завршио студиј, да би се почетком Првог светског рата вратио у Русију и од 1917. године поучавао заједно са Казимир Маљевичом на уметничкој школи у Витебску где је директор био Марк Шагал. Касније је (1921. године) предавао на московској академији. Године 1922. – 1928. вратио се у Немачку и предавао на Баухаусу и сарађивао са групом Де Стијл. Од 1928. године је живео у Москви где је радио као пројектант. На међународним изложбама за Русију је предлагао декорације за њихове павиљоне.

## Дело
Архитектонско дело Ел Лисицког се највише одразила на утопистичким пројектима којима је требало да се радикално измени изглед Москве. Требало је да се ови небодери уздижу изнад земље са минималним захтевом за потпорном површином и познати су као „небеске узенгије“. Ове челичне конструкције није било могуће реализовати.
Поред тога што се огледао у архитектури, Ел Лисицки се посветио сликарству, рекламној графици, књижној уметности и излагању.
„... наша уметност спада у епоху научних сазнања. Употребљавамо методе ове епохе—анализирамо... Свет нам је дат кроз виђење, кроз боју- то је један приступ. Свет нам је дат кроз додир, кроз материјал - то је други приступ. Према оба приступа свет спада у геометријски поредак.“ (Ел Маркович Лисицки )